# هيديو هاياشي
هيديو هاياشي  (و. 1920 – 2007 م) هو مؤرخ، توفي عن عمر يناهز 87 عاماً.

## التعليم
تعلم في جامعة ريكيو ‏.